# Paul T. Schrader
Paul Tobias Schrader (* 1977) ist ein deutscher Rechtswissenschaftler.

## Leben
Schrader studierte Rechtswissenschaft sowie Wirtschaftsrecht mit Schwerpunkt Wirtschaftsinformatik (LL.M. oec.) an der Universität Jena. Er wurde 2006 in Jena promoviert. Nach dem Referendariat lehrte er als Juniorprofessor für Bürgerliches Recht, Gewerblichen Rechtsschutz und Zivilprozessrecht an der Universität Augsburg. Nach der Habilitation 2016 in Augsburg erhielt im August 2017 den Lehrstuhl für Bürgerliches Recht und Recht der Digitalisierung und Innovation an der Universität Bielefeld. 
Sein Forschungsschwerpunkte sind bürgerliches Recht und Schutzrechte des Geistigen Eigentums – beides mit den spezifischen Auswirkungen der Digitalisierung (insbesondere autonome Techniksysteme).

## Schriften (Auswahl)
- Technizität im Patentrecht. Aufstieg und Niedergang eines Rechtsbegriffs. Köln 2007, ISBN 3-452-26621-4.
- Wissen im Recht. Definition des Gegenstandes der Kenntnis und Bestimmung des Kenntnisstandes als rechtlich relevantes Wissen. Tübingen 2017, ISBN 3-16-154641-5.
- Legal Tech. Eine Orientierung. Vahlen Verlag, München 2023, ISBN 978-3-8006-7183-0.